# Drapeau assyro-chaldéen
Le drapeau assyrien (en syriaque : ܐܬܐ ܐܬܘܪܝܬܐ ܐܬܐ / ʾāṯā ʾāṯōrāytā) est le drapeau ethnique désigné pour les Assyriens.

## Drapeau actuel

### Histoire
Le 13 avril 1968 est fondée à Pau l’Alliance assyrienne universelle, qui lance un concours pour concevoir un drapeau censé fédérer les Assyro-Chaldéens. Le drapeau est créé la même année par l'assyriologue autodidacte George Bet Atanous (1919-2000).
C’est lors de la troisième convention annuelle de l'Alliance assyrienne universelle en 1971 que le drapeau dessiné par Bet Atanous est adopté à l’unanimité. Il est alors adopté officiellement par l'Alliance assyrienne universelle, la Fédération nationale assyrienne et le parti politique irakien Bet-Nahrain.

### Signification
Le drapeau est composé d'un soleil au centre signifiant la source de vie et la justice, entouré d'une étoile bleue ciel (symbolisant la terre comme source de bonheur et de quiétude) à quatre branches (comme les quatre saisons et les quatre points cardinaux), et surplombé de Shamash, le dieu-Soleil du panthéon mésopotamien.
Autour de l'étoile se croisent deux bandes tricolores onduleuses de couleur bleu foncé pour l'abondance et la plénitude (symbolisant la puissance de l'Euphrate), blanches pour la paix (symbolisant le Grand Zab) et rouges pour le sang, le courage, la gloire et la fierté (symbolisant le Tigre).
Les raies onduleuses sont au nombre de douze comme les douze mois de l'année et incarnent donc les trois principaux fleuves qui irriguent la Mésopotamie.

### Anciens drapeaux
Avant la Première Guerre mondiale, les assyriens occidentaux de la région ottomane du Tur Abdin conçoivent un drapeau tricolore horizontal de couleur rose, blanc et rouge, avec trois étoiles blanches en haut à gauche. Les bandes roses, blanches et rouges représentaient la loyauté, la pureté et la détermination du peuple assyrien, et les trois étoiles blanches représentent les trois noms ou composants de la nation assyrienne, les Assyriens, les Syriaques et les Chaldéens,. Ce drapeau est utilisé lors de réunions de délégation avec des politiciens assyriens et des puissances occidentales après la Première Guerre mondiale. Il est également été utilisé par la Fédération nationale assyrienne, rebaptisée plus tard Fédération américaine assyrienne et Fédération nationale assyrienne américaine, de sa fondation en 1933 et ce jusqu'en 1975, date à laquelle ils adoptent le drapeau assyrien actuel,.

Ancien drapeau assyrien utilisé avant la Première Guerre mondiale et ce jusqu'en 1975

Durant la Première Guerre mondiale, les volontaires assyriens commandés par l'Agha Petros utilisent un drapeau rouge avec une croix blanche. L'étendard personnel de l'Agha Petros est donc le drapeau des volontaires mais fait de soie, avec une frange dorée, et les mots « Faites confiance à Dieu et suivez la Croix » écrits en assyrien au-dessus de la croix,.

Drapeau utilisé par les Volontaires Assyriens durant la Première Guerre mondiale

## Drapeaux

### Variantes

Variante avec le Shamash bleu et doré, adopté par l'AUA
Variante avec le Shamash doré[8],
Variante sans le Shamash, adopté par les Unités de protection de la plaine de Ninive

### Autres drapeaux

Drapeau chaldéen (adopté fin 1999)